# Смолка (Баранівська міська громада)
Смолка (до 2016 року — Червонопрапорне) — село в Україні, у Баранівській міській територіальній громаді Звягельського району Житомирської області. Населення становить 201 особу (2001).

## Історія
19 травня 2016 року постановою Верховної Ради України село Червонопрапорне перейменоване на Смолку.
27 липня 2016 року село увійшло до складу новоствореної Баранівської міської територіальної громади Баранівського району Житомирської області. Від 19 липня 2020 року, разом з громадою, в складі новоствореного Новоград-Волинського (згодом — Звягельський) району Житомирської області.